# Gentamicin
Gentamicin je antibiotik iz skupine aminoglikozida koji djeluje na velik broj bakterijskih infekcija, osobito na infekcije izazvane gram-negativnim bakterijama.
Gentamicin djeluje oponašajući prirodne biomolekule što mu omogućuje vezivanje na bakterijske ribosome i dovodi do nepravilnog čitanja genskog koda.
Kao i svi ostali antibiotici iz skupine aminoglikozida gentamicin ne ulazi, tj ne prolazi kroz tanko i debelo crijevo tako da se može davati samo putem infuzije, odnosno intravenski, ili lokalno.
Nuspojave gentamicina mogu biti: oštećenje ili gubitak sluha ili poremećaji koordinacije, osobito kod ljudi koji imaju genetsku predispoziciju za nastanak problema u koordinaciji. Ove osobe imaju bezazlenu mutaciju molekula DNK koja se može snažno izraziti ako se gentamicin u velikoj dozi unosi u organizam i miješa sa stanicama domaćina u čitanju genskog koda. Stanice uha osobito su osjetljive na ovaj antibiotik. Ponekad se gentamicin u velikim dozama namjerno primjenjuje u teškim slučajevima Menierove bolesti ili Menierovog sindroma kako bi se oslabila aktivnost vestibularnog aparata.
Gentamicin može biti i jako nefrotoksičan, osobito u duljim tretmanima gdje se gentamicin uzima redovito i u velikoj dozi. Kako bi se izbjeglo oštećenje bubrega gentamicin se propisuje pacijentu prema njegovoj tjelesnoj težini i bubrežnoj funkciji uz pomoć formula kojima se izračunava ispravna doza.
Escherichia coli, iako gram-negativna i time osjetljiva na gentamicin, počela je u mnogim slučajevima pokazivati određeni stupanj otpornosti na lijek.